# Alberto Nagel
Alberto Nicola Nagel (Milano, 7 giugno 1965) è un banchiere italiano:  amministratore delegato di Mediobanca.
Svolgendo la sua carriera all’interno dell’istituto, con ruoli di crescente responsabilità, Nagel ha guidato l’internazionalizzazione di Mediobanca e la trasformazione del suo modello di business, oggi focalizzato su servizi di Wealth Management che operano in sinergia con la divisione Corporate & Investment Banking.
A seguito dell’evoluzione del settore bancario globale che si è sviluppata a partire dagli anni Novanta, l’operato di Nagel è stato volto a superare il modello di holding di partecipazioni aumentando la diversificazione e la specializzazione delle attività del gruppo, promuovendo un modello di Private & Investment Bank che di recente gli analisti finanziari hanno giudicato avere un significativo potenziale di crescita.
Dal 2013 al 2023 il titolo azionario della banca guidata da Alberto Nagel ha totalizzato un total shareholder return del 270%, calcolato come apprezzamento del valore dell’azione di circa il 160% più 4 miliardi di euro di dividendi staccati in favore dei soci, senza effettuare alcun aumento di capitale.
Confermato nell’incarico ad ottobre 2023, a seguito dell’assemblea degli azionisti, Nagel è oggi l’amministratore delegato con una maggiore continuità in tale posizione ai vertici di una banca dell’indice FTSE MIB.

## Biografia
È nato da Ludovico Nagel, detto Franco, avvocato nativo di Barletta con origini tedesche, e dalla barlettana Fortuna Giannone. Ha una sorella, Erica Nagel.
Dopo avere conseguito la maturità classica nel 1984 presso l'Istituto Leone XIII, si è iscritto a Economia aziendale presso l'Università Bocconi di Milano, dove si è laureato nel 1990. Nel 1991 viene assunto in Mediobanca.
Sposato e con due figli, Alberto Nagel è residente in Italia e si divide tra Milano e Londra, dove lavora parte della settimana.

## La carriera in Mediobanca
Assunto in Mediobanca nel 1991, Alberto Nagel svolge l'intera carriera internamente all'Istituto, prima presso il Servizio Finanziario, poi al Segretariato Generale del quale diventa Responsabile nel 1997. Con l'evoluzione della struttura organizzativa di Mediobanca, Alberto Nagel assume in seguito la responsabilità della divisione Investment Banking.
Alberto Nagel viene nominato Funzionario nell’aprile 1995, Direttore Centrale nel febbraio 1998, Vice Direttore generale nell’aprile 2002 e Direttore generale nell’aprile 2003. Nel luglio 2007, Alberto Nagel è stato nominato Consigliere Delegato. Nell’ottobre 2008 diventa Amministratore Delegato, carica che ricopre tuttora.

### Privatizzazioni e M&A
Negli anni Novanta partecipa ad alcune delle maggiori operazioni di M&A realizzate in Italia e prende parte alle privatizzazioni seguite da Mediobanca, tra cui quelle di Enel (1999), BNL (1998) e Finmeccanica (2000).
Negli stessi anni partecipa ad alcune delle più grandi operazioni di M&A italiane. Nel '94/'95 cura l'Opa del Credito Italiano sul Credito Romagnolo; nel '99 partecipa all'Opa dell'Olivetti su Telecom Italia e nel '00/'01 segue l'Opa di Generali su INA. Nagel è inoltre tra i protagonisti del processo di consolidamento delle banche popolari italiane che si è sviluppato nello stesso periodo.

### La nuova strategia del Gruppo
Ad una proposta che Alberto Nagel avanzò al predecessore Vincenzo Maranghi e che discusse anche con Enrico Cuccia, fondatore di Mediobanca, si deve la nascita di Banca Esperia (nel 2001, da una joint venture con Banca Mediolanum) con l’obiettivo di offrire agli imprenditori clienti dell’istituto un supporto nella gestione della liquidità proveniente dalle operazioni straordinarie seguite da Mediobanca nella sua attività di banca d’affari. Questo progetto si rivelerà cruciale per la trasformazione del modello di business di Mediobanca che lo stesso amministratore delegato ha portato avanti in oltre 15 anni, in particolare nella direzione di servizi di Wealth Management resi distintivi dalle sinergie con le attività di Corporate & Investment Banking.
Nel 2004 presenta alla comunità finanziaria, in qualità di Direttore Generale, il primo piano industriale di Mediobanca.
Il 21 giugno 2013 presenta il piano strategico triennale 2014-2016, con cui Mediobanca accelera e completa la dismissione delle sue storiche partecipazioni azionarie, liberando capitale che sarà investito per la crescita dell’attività di business e la sua internazionalizzazione. Tale piano viene ampiamente ripreso dai media nazionali ed internazionali che lo descrivono come una svolta per il capitalismo italiano.

### Internazionalizzazione del Corporate & Investment Banking
Alberto Nagel ha guidato l’espansione del Corporate & Investment Banking di Mediobanca nei mercati esteri (con ricavi non domestici pari al 40% nel 2023 e attesi a crescere fino al 55% entro il 2026), che ha visto l’apertura delle sedi di Parigi (2004), Lussemburgo (2005), Francoforte, Madrid e New York (2007), Londra (2008), Istanbul (2013). L’amministratore delegato ha realizzato, relativamente alle attività di banca d’affari, le acquisizioni della società francese Messier Maris & Associés (2019) e di Arma Partners, società con sede nel Regno Unito che è leader a livello internazionale nei servizi di consulenza per l’M&A nell’economia digitale.

### Lo sbarco nel Wealth Management
Nel maggio 2008 Alberto Nagel progetta la nascita di CheBanca!, banca retail inizialmente attiva soltanto attraverso canali digitali, con l’obiettivo di diversificare le fonti di finanziamento del Gruppo attraverso un apporto di 13 miliardi di raccolta nei primi tre anni di attività. CheBanca! si evolverà progressivamente in un operatore di risparmio gestito a supporto della strategia disegnata da Nagel, consolidando nel 2015 un nuovo modello multicanale di servizio con l’acquisizione di un selezionato perimetro delle attività retail di Barclays Italia. Nel 2015 Nagel inaugura il business di Alternative Asset Management con l'acquisizione di una partecipazione di controllo di Cairn Capital, credit asset manager londinese. A seguito dell’acquisizione di Bybrook Capital nel 2021, le due società sono state unite in Polus Capital, operatore leader nel credito alternativo. Le due acquisizioni nell’ambito dell’asset management, a cui si aggiungerà nel 2017 quella di Ram Active Investments, società con sede in Svizzera, si riveleranno fondamentali per completare l’evoluzione di Mediobanca verso il modello di gruppo finanziario specializzato, obiettivo di Alberto Nagel dopo il cambio di strategia realizzato in precedenza.
Nel 2016 Alberto Nagel presenta alla comunità finanziaria il piano strategico triennale al 2019. Il piano prevede l’accelerazione sullo sviluppo del Wealth Management in sinergia con il core business del Corporate & Investment Banking. In questo quadro si inserisce l’acquisizione totalitaria di Banca Esperia, annunciata da Nagel contestualmente al e funzionale alla nascita di Mediobanca Private Banking. La divisione del gruppo al servizio dei patrimoni di alcune tra le famiglie imprenditoriali più facoltose del Paese raggiungerà, al termine dell’anno fiscale 2022-23, masse finanziarie pari a 88 miliardi di euro, in particolare grazie alla leadership nel settore dei Private Markets consolidata attraverso accordi e programmi di co-investimento realizzati al fianco dei maggiori gestori di investimenti finanziari a livello globale, tra cui BlackRock, Apollo e UBS.

### Lo sviluppo del credito al consumo
Alberto Nagel ha lavorato all’espansione della divisione di credito al consumo del Gruppo Mediobanca, costituita dalla società controllata Compass, attraverso l’acquisizione e l’integrazione di Linea avvenuta tra il 2007 e il 2008. Successivamente il focus è passato agli investimenti sui servizi digitali e all’avvio dell’internazionalizzazione dell’attività. Compass è infatti attiva nel Buy Now Pay Later ed è cresciuta in questo mercato con due acquisizioni che hanno portato all’integrazione della fintech italiana Soisy (2022) e della società svizzera HeidiPay (2023), che ha permesso alla società di diventare un operatore di credito al consumo anche in territorio elvetico.

### Piano Strategico 2023-26 “One Brand One Culture”
Il 24 maggio 2023 Alberto Nagel ha presentato il Piano Strategico 2023-26 “One Brand One Culture”, con cui Mediobanca prevede di completare la propria evoluzione e assumere il profilo di “wealth manager di primo piano”, in particolare facendo leva sul modello di Private & Investment Banking che mette le attività di banca d’affari al servizio della crescita e della gestione dei patrimoni. Il progetto dell’amministratore delegato punta a una crescita dell’istituto che consentirà di remunerare gli azionisti per 3,7 miliardi di euro nel corso del triennio, valore pari al 45% della capitalizzazione dell’istituto al momento dell’annuncio e ad una crescita del pay-out ratio del 70%.
Il piano strategico presentato da Alberto Nagel identifica obiettivi di sviluppo nell’ambito dell’innovazione digitale (perseguiti attraverso un programma di assunzioni che vedrà il personale con competenze tecnologiche aumentare del 15% nell’arco dei triennio e la joint venture con Founders Factory annunciata a luglio 2023 per lo sviluppo di progetti fintech a sostegno dell’ecosistema tecnologico del gruppo) e in ambito ESG (tra cui i target intermedi funzionali al raggiungimento della neutralità dell’impronta di carbonio entro il 2050 nel quadro dell’adesione alla Net Zero Banking Alliance, l’investimento di oltre 20 milioni di euro in progetti ad impatto sociale e l’inserimento di criteri ESG nelle politiche di valutazione e remunerazione di tutta la popolazione del Gruppo, con un peso specifico più alto per il top management).
Il 16 gennaio 2024 Alberto Nagel ha presentato alla stampa Mediobanca Premier, banca del gruppo specializzata nella gestione del risparmio e degli investimenti delle famiglie italiane, che l’amministratore delegato ha definito come il “singolo progetto più importante” nell’ambito del piano strategico “One Brand One Culture”. Durante la conferenza stampa Nagel ha parlato del “potenziale esponenziale” del segmento di clientela a cui il progetto è rivolto, fattore che ha motivato la sua scelta di creare sedi contrassegnate dal brand Mediobanca nelle principali città italiane e così di maturare una svolta storica nella storia di un marchio associato all’esclusività e ritenuto inaccessibile pressoché lungo l’intero periodo di attività della banca.

## Stile di management

### Immagine pubblica
Per il suo operato al vertice di Mediobanca e per la sua immagine pubblica Alberto Nagel è considerato uno dei principali custodi della cultura di gestione propria del fondatore di Mediobanca Enrico Cuccia, ereditata nella collaborazione con il suo successore Vincenzo Maranghi e con i suoi collaboratori di lungo corso. In linea con la tradizione dell’istituto Nagel mantiene un profilo improntato al riserbo, dato dalla scelta di non rilasciare interviste e di non intervenire pubblicamente al di fuori delle occasioni ufficiali che prevedono un confronto con analisti finanziari e giornalisti, in cui Nagel parla prevalentemente di ciò che attiene alla gestione di Mediobanca attraverso uno stile asciutto e fattuale.

### Assetti di governance
Pur mantenendo la disciplina del riserbo, Alberto Nagel è intervenuto in maniera incisiva sulla governance di Mediobanca e nella gestione delle sue partecipazioni azionarie tra il 2008 e il 2011, con il risultato di riportare l’istituto di Piazzetta Cuccia al sistema monistico e di incassare 3,3 miliardi di euro dalla dismissione delle quote detenute in altre società, promuovendo l’evoluzione della banca dal modello di holding di partecipazioni a gruppo finanziario specializzato.

### Salvataggio di FondiariaSai
Adottando lo stesso approccio riservato e pragmatico Alberto Nagel ha condotto con successo il salvataggio di FondiariaSai, società assicurativa verso cui Mediobanca aveva un’esposizione creditizia di oltre 1 miliardo di euro, che nel 2013 è stata ceduta a Unipol scongiurando possibili contraccolpi sulla stabilità dell’istituto di credito. Di concerto con altre banche d’affari, Nagel diresse un’operazione che avrebbe commentato soltanto in seguito, svelando che nessuna delle principali compagnie assicurative europee si era dimostrata “interessata alla globalità del gruppo” e affermando che FondiariaSai era stata salvata con una soluzione che, grazie all’individuazione di un “partner industriale”, assicurava “solidità e durevolezza”.

### Rapporto con gli investitori
Lo stile di management di Alberto Nagel si caratterizza per l’attenzione ai rapporti con gli investitori e la tutela dell’indipendenza del management. Il banchiere ha fatto riferimento al dialogo con gli investitori nell’unica dichiarazione rilasciata in occasione del rinnovo del suo incarico nel 2023. Con la nomina del CdA avvenuta nell’ottobre 2023 Nagel ha incassato il rinnovo grazie al proprio rapporto coi mercati finanziari, consolidato da una crescente presenza degli investitori istituzionali nell’azionariato della banca.
Un rapporto con gli investitori istituzionali e con i più grandi fondi di investimento che è solido sia nell’azionariato della banca sia quando Mediobanca agisce da advisor in complesse operazioni di Corporate & Investment Banking. È questo il caso dell’incarico che Blackstone, una delle più grandi società finanziarie del mondo, ha affidato a Mediobanca nel 2022, al fianco della famiglia Benetton, per eseguire l’OPA su Atlantia, rendendo l’istituto guidato da Nagel regista dell’operazione di delisting più grande al mondo.
Il 28 ottobre 2023 l’assemblea degli azionisti di Mediobanca ha rinnovato il Consiglio di Amministrazione esprimendo per la lista presentata dal CdA uscente, che indicava Alberto Nagel nel ruolo di amministratore delegato, un consenso pari al 52,6% dei voti, dato dalla somma degli investitori istituzionali (tra cui figurano principalmente le maggiori società di gestione degli investimenti a livello globale) e dall’accordo di consultazione che raccoglie le partecipazioni detenute da imprenditori e holding familiari tra i più conosciuti nel panorama industriale italiano. Nell’occasione, la gestione di Alberto Nagel ha ottenuto il voto compatto degli operatori di mercati finanziari, superiore al 30% del capitale detenuto dagli eredi di Leonardo Del Vecchio e da Francesco Gaetano Caltagirone, azionisti della banca che avevano ingaggiato una “battaglia di potere” con lo stesso Alberto Nagel.

## Altre cariche ricoperte
- Sindaco delle Assicurazioni Generali negli anni compresi fra il 1996 ed il 2004, quando diventa Amministratore della stessa. Nel 2010 viene nominato vicepresidente di Assicurazioni Generali. Si dimette dalla vicepresidenza del Leone nell'aprile 2012, per via della norma sui doppi incarichi nei cda di banche e assicurazioni varata dal governo Monti[62].
- Dal luglio 2000 all'aprile 2012 è stato Consigliere di Amministrazione di Banca Esperia
- È stato Consigliere di Amministrazione dell'Associazione Bancaria Italiana (ABI) dal 2007 al 2012[63].

## Provvedimenti giudiziari
Il 1º agosto 2012 la Procura di Milano lo accusa di ostacolo all'attività di vigilanza nell'inchiesta sul dissesto di Premafin e Fondiaria Sai. Al centro il presunto accordo segreto per la "buonuscita" di 45 milioni di euro a Salvatore Ligresti.
Il 20 luglio 2015 Nagel viene prosciolto dalle accuse e la vicenda archiviata per infondatezza della notizia di reato. Con il provvedimento del giudice cade così l'accusa di ostacolo alla vigilanza.